# スターフォックス ゼロ ザ・バトル・ビギンズ
『スターフォックス ゼロ ザ・バトル・ビギンズ』は2016年4月21日にインターネット配信されたスターフォックスシリーズのスピンオフアニメである。
2016年7月27日には、本作とWii Uゲームソフト『スターフォックス ゼロ』内のトレーニングモードを収録した体験版『スターフォックス ゼロ ザ・バトル・ビギンズ+トレーニング』が配信された。

## 概要
シリーズ初の映像作品で同日発売のWii Uソフト『スターフォックス ゼロ』の冒頭部分を別視点から描いた物語である。本シリーズのゲーム以外の派生作品は中植茂久が手掛けた『さらば愛しのファルコ』以来13年振りで、ゲーム本編で語られる事の無かったキャラクターの裏側やコーネリアの都市について掘り下げている。アニメーション制作を『進撃の巨人』で一躍有名になったWIT STUDIOが手掛け（ちなみにWIT STUDIOは、後に『ポケットモンスター XY&Z』の各話作画協力、『ポケモンジェネレーションズ』の各話制作協力、『劇場版ポケットモンスター みんなの物語』のアニメーション制作として務めている）、同作のキャラクターデザインを担当した浅野恭司が監督を勤めた。また、宮本茂曰く本作の企画が持ち上がったのはスターフォックス ゼロの開発初期で完成に10カ月掛かったとの事。

## キャスト
- フォックス・マクラウド（大原崇）
- ファルコ・ランバルディ、サルレシアのパイロット（高口公介）
- スリッピー・トード（はやみけい）
- ペッピー・ヘア（坂本くんぺい）
- ペパー将軍、アンドルフ（最上嗣生）

## スタッフ
- 原作 - 任天堂
- 監督・絵コンテ - 浅野恭司
- 助監督 - 川崎逸朗
- 脚本 - 高羽彩、梅原英司
- コンセプトアート - 伊藤あしゅら紅丸
- 美術監督 - 竹田悠介
- CG監督 - 井野元英二
- 音響監督 - 岩浪美和
- 監修 - 今村孝矢、高野充浩
- アニメーションプロデューサー - 中武哲也
- プロデューサー - 石川光久、和田丈嗣
- エグゼクティブプロデューサー - 宮本茂
- アニメーション制作 - WIT STUDIO
- 製作 - WIT STUDIO、Production I.G、任天堂